# Marsopstraße 12 (München)

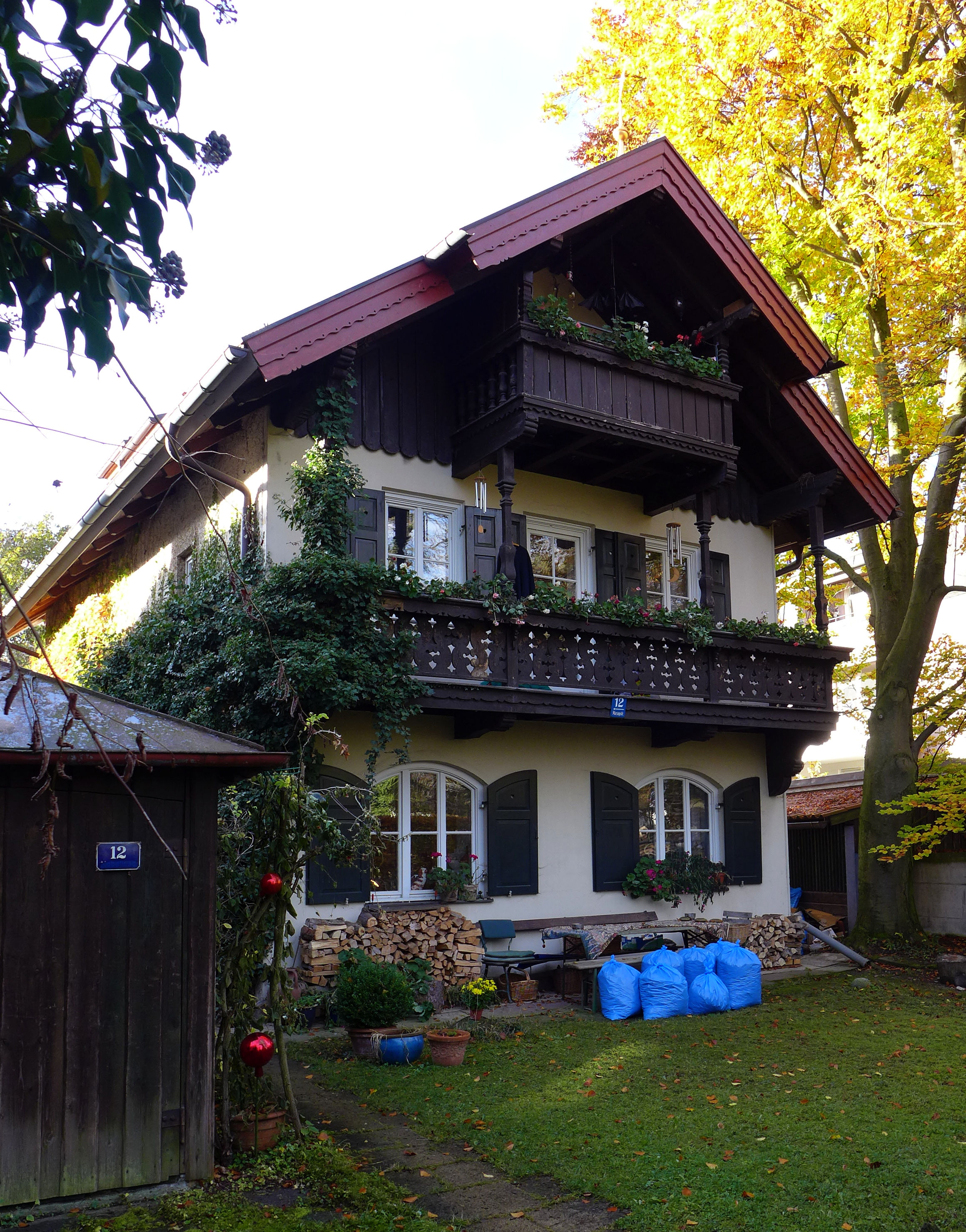
Villa Marsopstraße 12 im Stadtteil Obermenzing von München

Das Gebäude Marsopstraße 12 im Stadtteil Obermenzing der bayerischen Landeshauptstadt München wurde 1897 errichtet. Die Villa, die zur Erstbebauung der Villenkolonie Pasing I gehört, ist ein geschütztes Baudenkmal.
Der giebelständige zweigeschossige Satteldachbau im Landhausstil mit Holzbalkonen mit Säulen und Laubsägedekor wurde vom Büro August Exter errichtet. Er entspricht einem Typus aus dem Häuserkatalog des Büros und wurde vielfach variiert verwendet (siehe auch: Marsopstraße 14 und Marsopstraße 22).
Das Haus wurde später rückwärtig erweitert. Die Garage, ein erdgeschossiger holzverschalter Walmdachbau, wurde 1937 errichtet.